# David Barker (médecin)
Pour les articles homonymes, voir David Barker et Barker.
David James Purslove Barker (29 juin 1938 – 27 août 2013) est un médecin et épidémiologiste britannique. Il est connu pour l'hypothèse de Barker selon laquelle les conditions de développement du fœtus et du jeune enfant ont un effet sur le métabolisme du corps et les maladies chroniques ultérieures.

## Biographie
David Barker naît à Londres. Son père, Hugh Barker, est ingénieur, et sa mère Joye Barker, est violoncelliste. Il fait ses études à la Oundle School, où il manifeste un intérêt pour l'histoire naturelle et la biologie.
Il fait ses études de médecine au Guy's Hospital, de Londres, tout en continuant des recherches en histoire naturelle, et publie son premier article en 1961 dans la revue Nature. Il obtient son diplôme de médecin en 1962, et prend un poste de chercheur au département de médecine sociale de l'université de Birmingham en 1963. En 1969, grâce à une subvention du Conseil de la recherche médicale, Barker mène une étude en Ouganda, sur l'infection mycobacterium ulcerans.
En 1979, il est nommé professeur d'épidémiologie clinique à la faculté de médecine de l'université de Southampton, et en 1984, directeur de l'unité d'épidémiologie du Conseil de la recherche médicale. C'est dans ce cadre qu'il mène les recherches pour lesquelles il est connu : les origines développementales des questions de santé, basées sur la corrélation entre les affections néonatales et postnatales et le risque pour le sujet de développer une maladie chronique au cours de sa vie adulte (Developmental Origins of Health and Disease).

## Distinctions
- 1994 : GlaxoSmithKline Prize
- 1998 : membre de la Royal Society[3]
- 1998 : membre de l'Académie des sciences médicales britannique[3]
- 2006 : commandeur de l'Ordre de l'Empire britannique[3]